# Mellecey
Mellecey é uma comuna francesa na região administrativa de Borgonha-Franco-Condado, no departamento Saône-et-Loire. Estende-se por uma área de 14,31 km². Em 2010 a comuna tinha 1 356 habitantes (densidade: 94,8 hab./km²).